# Classifica dei portieri della Premier League
Nel calcio, un portiere tiene una rete inviolata se impediscono agli avversari di segnare un gol per tutta la partita. Dall'istituzione della Premier League all'inizio della stagione 1992-1993, 16 portieri sono riusciti a tenere 100 o più reti inviolate in Premier League.
Peter Schmeichel fu il primo portiere a raggiungere 100 reti inviolate e Petr Čech il primo, e attualmente l'unico, a raggiungerne 200.
Čech fu anche il portiere che raggiunse il traguardo delle 100 reti inviolate più velocemente, e detiene anche il record di più reti inviolate in una singola stagione, con 24. Il record per più reti inviolate consecutive è detenuto da Edwin van der Sar, che è rimasto per 14 volte consecutive imbattuto nella stagione 2008-2009 con il Manchester United.
I primi portieri a mantenere la porta inviolata in Premier League sono stati Tim Flowers e Ian Walker nella giornata di apertura della stagione inaugurale, in uno 0-0 tra Southampton e Tottenham; tutti gli altri portieri hanno subito quel giorno. Ogni anno, il portiere che mantiene più reti inviolate durante la stagione della Premier League riceve il premio Premier League Golden Glove. Presentato per la prima volta nel 2004-2005, nove portieri hanno vinto il premio, con Joe Hart e Petr Čech che condividono il record per il maggior numero di vittorie, con quattro.

## Classifica
Di seguito è riportata la classifica dei portieri che hanno tenuto almeno 100 reti inviolate in Premier League.
- In grassetto sono indicati i calciatori ancora militanti in Premier League.
- L'elenco contiene tutte le squadre con cui i portieri abbiano registrato almeno una rete inviolata.

Elenco aggiornato al 1 luglio 2025.
| Pos. | Nome               | Reti | Pres. | Media  | Reti inviolate per squadra                                                                 |
| ---- | ------------------ | ---- | ----- | ------ | ------------------------------------------------------------------------------------------ |
| 1    | Petr Čech          | 202  | 443   | 45,60% | Chelsea (162), Arsenal (40)                                                                |
| 2    | David James        | 169  | 572   | 29,55% | Liverpool (72), Portsmouth (39), Aston Villa (21), Manchester City (19), West Ham Utd (18) |
| 3    | Mark Schwarzer     | 151  | 514   | 29,38% | Middlesbrough (92), Fulham (56), Chelsea (2), Leicester City (1)                           |
| 4    | David de Gea       | 147  | 413   | 35,59% | Manchester Utd (147)                                                                       |
| 5    | David Seaman       | 141  | 344   | 40,99% | Arsenal (138), Manchester City (3)                                                         |
| 6    | Nigel Martyn       | 137  | 372   | 36,83% | Leeds Utd (82), Everton (30), Crystal Palace (25)                                          |
| 7    | Pepe Reina         | 136  | 297   | 45,79% | Liverpool (134), Aston Villa (2)                                                           |
| 8    | Edwin van der Sar  | 132  | 313   | 42,17% | Manchester Utd (90), Fulham (42)                                                           |
| 8    | Tim Howard         | 132  | 399   | 33,08% | Everton (116), Manchester Utd (16)                                                         |
| 8    | Brad Friedel       | 132  | 450   | 29,33% | Blackburn Rovers (77), Aston Villa (35), Tottenham (14), Liverpool (6)                     |
| 11   | Peter Schmeichel   | 128  | 310   | 41,29% | Manchester Utd (112), Manchester City (9), Aston Villa (7)                                 |
| 12   | Joe Hart           | 127  | 340   | 37,35% | Manchester City (109), Birmingham City (10), West Ham Utd (4), Burnley (4)                 |
| 12   | Hugo Lloris        | 127  | 361   | 35,18% | Tottenham (127)                                                                            |
| 12   | Ederson Moraes     | 127  | 276   | 46,01% | Manchester City (127)                                                                      |
| 15   | Shay Given         | 113  | 451   | 25,06% | Newcastle Utd (89), Manchester City (14), Aston Villa (9), Blackburn Rovers (1)            |
| 16   | Jussi Jääskeläinen | 108  | 436   | 24,77% | Bolton (89), West Ham Utd (19)                                                             |
| 17   | Thomas Sørensen    | 107  | 364   | 29,40% | Aston Villa (46), Sunderland (35), Stoke City (26)                                         |